# سیارک ۲۹۶۹
سیارک ۲۹۶۹ (به انگلیسی: 2969 Mikula، نامگذاری:1978RU1) دو هزار و نهصد و شصت و نهمین سیارک کشف شده‌است که در ۵ سپتامبر ۱۹۷۸ کشف شد.
قدر مطلق سیارک برابر ۱۲٫۶۰ است.